# Elija Leibowitz
Elija Leibowitz (hebrejsky אליה ליבוביץ, v anglickém přepisu Elia) je izraelský astrofyzik a profesor na telavivské univerzitě. Je také publicistou a popularizátorem vědy.
Byl vedoucím Wiseovy observatoře v Negevské poušti (v letech 1977-80, 1983-88 a 1991-98).

Jeho otcem byl filozof a biochemik Ješajahu Leibowitz.
Jeho publicistika se týká:
- výchovy (zejména vysokých škol)
- bezpečnosti (a vztahu k Palestincům)
- kritiky tzv. inteligentního plánu